# Элида (город)
Элида (др.-греч. Ἦλις, Ἆλις или Ήλιδα, лат. Elis) — город в Древней Греции, главный город одноимённой области на северо-западе Пелопоннеса, на реке Пенее, где он вступает в равнину. На раннем этапе центром области был город Писа, затем — Элида. По местному преданию, передаваемому Павсанием, Оксил, сын Гемона убедил жителей окрестных посёлков переселиться в город, тем сделав его более населённым и процветающим. Элейский полис основан в 471 году до н. э. путем синойкизма. Город Элида стал центром полиса. Город обнесён стенами в 312 году.